# نوکونا (تگزاس)
نوکونا، تگزاس (به انگلیسی: Nocona, Texas) یک شهر در ایالات متحده آمریکا با جمعیت ۳٬۱۹۸ نفر است که در تگزاس واقع شده‌است.

## موقعیت جغرافیایی
موقعیت جغرافیایی شهرها و مناطق اطراف به شرح زیر است: